# Oktylmetoxicinnamat

Kemisk struktur på oktylmetoxicinnamat.

Oktylmetoxicinnamat (OMC) eller oktinoxat, varunamn Eusolex 2292 och Uvinul MC80, är en fettlöslig ester som främst används som aktiv ingrediens i solskyddsmedel och kroppslotioner för dess egenskaper som UV-filter och motverkan av ärrbildning. Det bör inte användas av barn under 2 år.
Estern består av metoxikanelsyra och 2-etylhexanol. Det senare har under 2000-talet hävdats störa det endokrina systemet. OMC har under samma tid även kritiserats för att öka det reaktiva syret i huden, vilket leder till för tidigt åldrande av huden. Estern tränger ner i huden där den lagras, och spår av den finns i urinen i upp till fem dygn.
OMC har visat sig påverka östrogennivåerna om än i mycket låg grad, genom att binda vid östrogenreceptorerna, och därmed långsiktigt påverka det endokrina systemet. Djurförsök har visat att OMC kanske kan sänka TSH och tyreoideahormonerna (med oförändrat TRH), samt påverka aktiviteten av vissa signalsubstanser (GABA och GnRH) och aminosyror (bl.a. glutamat och aspartat) på förpubertala och pubertala djur. Det finns också rapporter om fosterpåverkan när OMC används under graviditet. Det förekommer därför varningar att använda OMC som UV-filter. Massivt bruk av OMC kan möjligen också påverka floran och faunan långsiktigt.

## Stereokemi
Octinoxat innehåller en stereocenter och en dubbelbindning. Den har följande stereoisomerer:
| Enantiomere von Octinoxat | Enantiomere von Octinoxat | Enantiomere von Octinoxat |
| ------------------------- | ------------------------- | ------------------------- |
|                           | (R)-Formening             | (S)-Formening             |
| (E)-Formening             |                           |                           |
| (Z)-Formening             |                           |                           |